# BIGBOSS Bridge
BIGBOSS Bridge（ビッグボスブリッジ）は北海道北広島市共栄にある歩道橋である。

## 概要
BIGBOSS Bridgeは、北広島駅と繋がるエルフィンロードとFビレッジ（エスコンフィールドHOKKAIDO）間を結ぶ歩道橋である。
橋の名称は新庄剛志が2022年度の北海道日本ハムファイターズ監督就任時に名乗ったBIGBOSSに因む。2023年に開通。

## 周辺
- 北海道ボールパークFビレッジ
  - エスコンフィールドHOKKAIDO
  - マスターズヴェラス北海道ボールパーク
  - Fビレッジメディカルスクエア
- JR北海道千歳線
- 北海道道1148号札幌恵庭自転車道線（エルフィンロード）
- 北海道北広島高等学校
- 北広島市総合体育館